# تپه سویل
تپه سویل مربوط به عصر مفرغ - هزاره اول قبل از میلاد است و در شهرستان سرآب، بخش مرکزی، دهستان حومه، ۸۰۰ متری شمال روستای هریس، سه راهی روستای هریس به هولیق واقع شده و این اثر در تاریخ ۶ اسفند ۱۳۸۵ با شمارهٔ ثبت ۱۷۵۱۲ به‌عنوان یکی از آثار ملی ایران به ثبت رسیده است.